# Ghiacciaio Underwood
Il ghiacciaio Underwood (in inglese Underwood Glacier) è un ghiacciaio lungo circa 27 km situato sulla costa di Knox, nella parte occidentale della Terra di Wilkes, in Antartide. Il ghiacciaio, il cui punto più alto si trova a circa 50 m s.l.m., fluisce verso nord fino ad arrivare sulla costa tra le rocce di Reist e capo Nutt.

## Storia
Il ghiacciaio Underwood è stato mappato per la prima volta nel 1955 da G. D. Blodgett grazie a fotografie aeree scattate durante l'operazione Highjump, 1946-1947, ed è stato in seguito così battezzato dal Comitato consultivo dei nomi antartici in onore del tenente Thomas Joseph Underwood, Jr., del corpo dei Marine, membro dell'equipaggio del Vincennes, uno sloop facente parte della Spedizione di Wilkes, 1838-42, ufficialmente conosciuta come "United States Exploring Expedition" e comandata da Charles Wilkes.